# Sho (letter)
De sho (Ϸϸ) is een letter uit het Grieks alfabet die is toegevoegd zodat men de taal uit Bactrië kon schrijven. De letter ziet er ongeveer hetzelfde uit als de Latijnse letter þ (thorn).
De sho kwam in het Griekse alfabet na de omega.
De klank van de sho was de sj-klank [ʃ] zoals in sjaal.
De sho is opgenomen in Unicode onder U+03F7 (hoofdletter) en U+03F8 (kleine letter).